# Provincia di Cordova
Cordova (Córdoba in spagnolo) è una provincia della comunità autonoma dell'Andalusia, nella Spagna meridionale.
Confina con l'Estremadura (provincia di Badajoz) a nord-ovest, con la Castiglia-La Mancia (provincia di Ciudad Real) a nord-est e con le province di Jaén a est, di Granada a sud-est, di Malaga a sud e di Siviglia a ovest.
La superficie è di 13.771 km², la popolazione nel 2019 era di 782.979 abitanti.
Il capoluogo è Cordova, altri centri importanti sono Lucena e Puente Genil.

## Geografia antropica

### Suddivisioni amministrative
La provincia, formata da 75 comuni, è divisa in 7 comarche e giudiziariamente in 10 partidos judiciales.

#### Comarche
| Comarca                 | Superficie  | Popolazione | Densità       | Comuni | Mappa |
| ----------------------- | ----------- | ----------- | ------------- | ------ | ----- |
| Alto Guadalquivir       | 1.299 km²   | 44.127 ab.  | 33,9 ab./km²  | 8      |       |
| Campiña Este - Guadajoz | 725 km²     | 39.260 ab.  | 54,1 ab./km²  | 5      |       |
| Campiña Sur Cordobesa   | 1.101,8 km² | 104.062 ab. | 94,4 ab./km²  | 11     |       |
| Subbética               | 1.597 km²   | 123.651 ab. | 77,48 ab./km² | 14     |       |
| Valle de los Pedroches  | 3.612 km²   | 56.435 hab. | 15,6 ab./km²  | 17     |       |
| Valle del Guadiato      | 2.493 km²   | 32.118 hab. | 12,88 ab./km² | 11     |       |
| Vega del Guadalquivir   | 1.691 km²   | 65.554 hab. | 38,76 ab./km² | 8      |       |

Il capoluogo forma una comarca autonoma.

#### Partidos judiciales
Nella provincia ci sono 12 partidos judiciales:
| Partido judicial                          | Comuni inclusi |
| ----------------------------------------- | --- |
| Partido Judicial de Aguilar               | Aguilar de la Frontera, Monturque e Moriles |
| Partido Judicial de Baena                 | Baena, Luque e Valenzuela |
| Partido Judicial de Cabra                 | Cabra, Doña Mencía, Nueva Carteya e Zuheros |
| Partido Judicial de Córdoba               | Castro del Río, Cordova, Espejo, Obejo, Villaharta e Villaviciosa de Córdoba                                                                                            |
| Partido Judicial de Lucena                | Benamejí, Encinas Reales, Iznájar, Lucena, Palenciana e Rute |
| Partido Judicial de Montilla              | Fernán-Núñez, Montalbán de Córdoba, Montemayor, Montilla, La Rambla, San Sebastián de los Ballesteros, Santaella e La Victoria                                          |
| Partido Judicial de Montoro               | Adamuz, Bujalance, Cañete de las Torres, Cardeña, El Carpio, Montoro, Morente, Pedro Abad, Villa del Río e Villafranca de Córdoba                                       |
| Partido Judicial de Peñarroya-Pueblonuevo | Belalcázar, Belmez, Los Blázquez, Espiel, Fuente la Lancha, Fuente Obejuna, La Granjuela, Hinojosa del Duque, Peñarroya-Pueblonuevo, Valsequillo e Villanueva del Rey   |
| Partido Judicial de Posadas               | Almodóvar del Río, La Carlota, Fuente Palmera, Guadalcázar, Hornachuelos, Palma del Río e Posadas                                                                       |
| Partido Judicial de Pozoblanco            | Alcaracejos, Añora, Conquista, Dos Torres, El Guijo, Pedroche, Pozoblanco, Santa Eufemia, Torrecampo, Villanueva de Córdoba, Villanueva del Duque, Villaralto e El Viso |
| Partido Judicial de Priego de Córdoba     | Almedinilla, Carcabuey, Fuente-Tójar e Priego de Córdoba |
| Partido Judicial de Puente Genil          | Puente Genil |

## Infrastrutture e trasporti
La città è servita dall'aeroporto di Cordova.